# Oltu
Oltu (armeni: Ողթիկ, Voght'ik; georgià: ოლთისი, Oltisi; rus: Олти, Olti) és una ciutat i un districte de la província d'Erzurum a la regió d'Anatòlia Oriental de Turquia. L'alcalde és İbrahim Ziyrek (AKP). La població era de 19.969 habitants segons el cens del 2010.

## Història
Olti (Ulti o Ultiq) fou una ciutat del Taik, capital del districte de Bulkha. Domini d'una branca dels Bagratuní al segle ix, fou ocupada per l'emperador Basili II el 1001. A la mort de Bagrat III l'unificador d'Abkhàzia el 1014, el seu fill Jordi I de Geòrgia havia d'entregar a l'Imperi Romà d'Orient, segons conveni, els districtes d'Ardahan, Kol i alguns altres dominis de Djavakhètia i Shavshètia, donats en feu vitalici al pare (junt amb el títol de curopalata) però es va negar a entregar-los i va envair Taik i Bassèn i es va apoderar d'Olti. Basili va enviar un exèrcit (vers finals del 1015 o el 1016) que fou derrotat a Olti. A la primavera del 1021 Basili II va atacar Jordi I de Geòrgia que va defugir el combat. Jordi va fer incendiar Olti i es va retirar al nord però fou atrapat i va haver de combatre prop del llac Palakatsis (Tshaldir-gol), a uns 100 km al nord-est, però fou derrotat i es va retirar a les seves fortaleses d'Abkhàzia. Durant el setge d'Aní (1044-1045), els romans d'Orient van tenir Olti com a base.